# Павел Васев
 Тази статия е за режисьора.  За революционера вижте Павел Васев (революционер).  
Павел Ангелов Васев е български актьор, режисьор и ръководител в културата.

## Биография
Роден е в град София на 15 април 1951 г. в семейството на дипломата Ангел Васев. През 1969 г. завършва средно образование в Югославия. Започва да учи във Филмовата академия в Белград. През 1973 г. завършва ВИТИЗ „Кръстьо Сарафов“ със специалност театрална режисура в класа на професор Христо Христов.
Заема различни постове в управлението на българската култура: заместник-министър (1991), председател на Съюза на българските филмови дейци (1996 – 2000), административен директор на Народния театър (2000 – 2001), директор на българския културен институт в Москва, на Сатиричния театър „Алеко Константинов“ (2005 – 2008). От началото на 2009 г. до началото 2015 г. е директор на Народния театър „Иван Вазов“.
Умира на 8 ноември 2019 г. след продължително боледуване.

## Филмография
Като режисьор
- Ген (1985)
- Кишо Курокава (1983), 17’ – съвместно с Оскар Кристанов и Михаил Венков
- Хосе Санча (1979) – сърежисьор Оскар Кристанов, сц. Павел Васев

Като сценарист
- Ген (1985)
- Хосе Санча (1979) – сърежисьор Оскар Кристанов, сц. Павел Васев

### Като оператор
- Хенри Мур (1980)

Като актьор
- Тигърчето (1973)

### Като продуцент
- Гори, гори огънче (1994)
- Животоописание (1994)
- Писма до долната земя (1994)
- Празнуване на рожден ден – една балканска история без думи (1995)
- Василики (1997)